# جمالوی جدید
جمالوی جدید، روستایی از توابع بخش شیدا شهرستان بن در استان چهارمحال و بختیاری ایران است.

## جمعیت
این روستا در دهستان زاینده‌رود جنوبی قرار دارد و براساس سرشماری مرکز آمار ایران در سال ۱۳۹۵، جمعیت آن ۶۹ نفر (۱۲خانوار) بوده‌است.
اهالی این روستا ریشه خود را ترک ها می دانند.